# 埃及阿拉伯语维基百科

埃及阿拉伯语维基百科是維基百科協作計劃的埃及阿拉伯语版本，由非營利組織──維基媒體基金會維持負責。它的目的是为阿拉伯语埃及方言使用者提供一个阿拉伯语维基百科的替代。目前是各語言維基百科計劃中，規模排名第14（依條目量計算）的維基百科。計劃始於2008年，截至2020年6月，它是埃及访问量第三大的維基百科，页面浏览量为961,000，僅次於阿拉伯語维基百科（浏览量為4400万）和英语维基百科（浏览量為1800万）之后。截至2020年11月7日，埃及阿拉伯语维基百科已有超過1,161,207個條目。
然而，埃及阿拉伯語百科在埃及卻未被廣泛使用。在2021年，埃及國內，60%的維基百科閱覽的是標準阿拉伯語維基百科，33%為英語維基百科，埃及阿拉伯文百科的閱覽比例只有2%。
而埃及阿拉伯維基百科的建立本身便是爭議性的，部分反對者認為，埃及阿拉伯語只是方言，維基百科應使用標準阿拉伯語，建立埃及阿拉伯語百科是對阿拉伯語的攻擊。

## 外部連結
- 埃及阿拉伯語維基百科